# Martin Müller (Wirtschaftswissenschaftler)
Martin Müller (* 9. September 1969 in Eppstein) ist ein deutscher Wirtschaftswissenschaftler.

## Leben
Nach dem Abitur (1986–1989) an der Ludwig Erhard-Schule in Frankfurt am Main erwarb er den Diplom-Kaufmann (1990–1995) an der Goethe-Universität, 2000 den Dr. rer. pol. an der Martin-Luther-Universität Halle-Wittenberg und die Habilitation 2004 an der Universität Oldenburg. Seit 2008 ist er Inhaber des Stiftungslehrstuhls Nachhaltiges Wissen, nachhaltige Bildung, nachhaltiges Wirtschaften an der Universität Ulm.
Seine Forschungsschwerpunkte sind Sustainable Supply Chain Management, Institutionalisierung von Nachhaltigkeit in Unternehmen, Umwelt- und Sozialstandards (ISO 14001, SA 8000), Corporate Social Responsibility und Instrumente (Prozessanalyse, -bewertung).

## Schriften (Auswahl)
- Normierte Umweltmanagementsysteme und deren Weiterentwicklung im Rahmen einer nachhaltigen Entwicklung. Unter besonderer Berücksichtigung der Öko-Audit-Verordnung und der ISO 14001. Berlin 2001, ISBN 3-428-10410-2.
- Informationstransfer im Supply Chain Management. Analyse aus Sicht der Neuen Institutionenökonomie. Wiesbaden 2005, ISBN 3-8350-0026-8.

## Schriften
- uni-ulm.de

| Personendaten    | Personendaten                        |
| ---------------- | ------------------------------------ |
| NAME             | Müller, Martin                       |
| KURZBESCHREIBUNG | deutscher Wirtschaftswissenschaftler |
| GEBURTSDATUM     | 9. September 1969                    |
| GEBURTSORT       | Eppstein                             |